# Ганпаудер
Ганпаудер (англ. gunpowder tea, gunpowder — порох; кит. трад. 珍珠茶, упр. 珠茶, пиньинь zhū chá — жемчужный чай) — сорт китайского зелёного чая из провинции Чжэцзян.
При обработке листья скручиваются поперёк в маленькие шарики. В Китае этот чай называется «Люй Чжу» («Зелёная жемчужина»).
Этот сорт имеет насыщенный, терпкий и слегка горьковатый вкус. Аромат сладко-приторный, отдающий сухофруктами и дымком. Цвет настоя имеет различные гаммы от ярко-жёлтого до кристально прозрачного.
Методы приготовления различны.
Как вариант, следует взять чайную ложку на 150 мл. воды, заваривать при температуре около 70—80 °C.
Чайные листья рекомендуется настаивать не больше 2—3 минут, а для первого раза — не больше минуты.